# Salmo 18

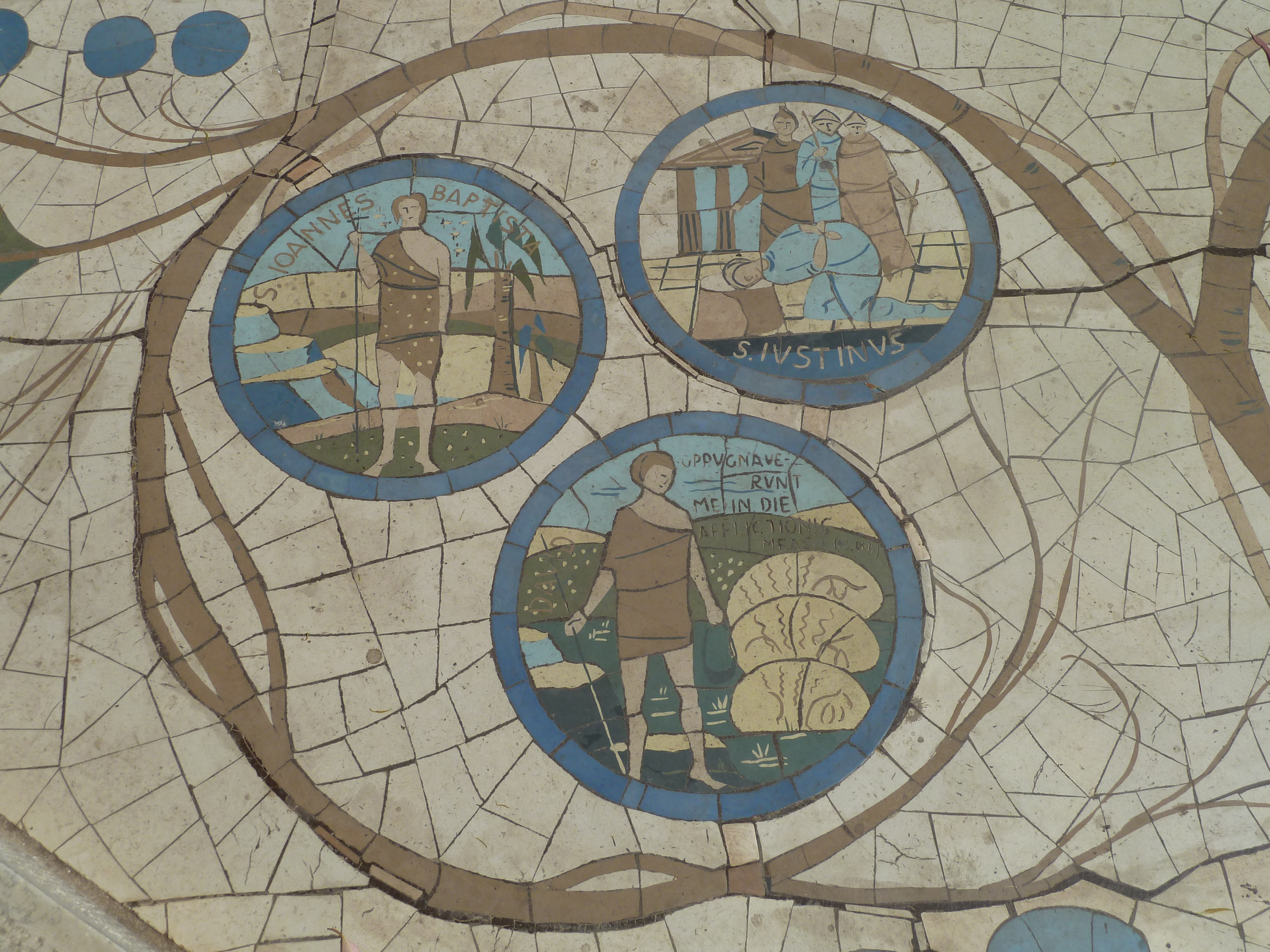
Mosaico con parole del salmo 18.

Il salmo 18 (17 secondo la numerazione greca) costituisce il diciottesimo capitolo del Libro dei salmi.
È tradizionalmente attribuito al re Davide.